# Sage (komiks)

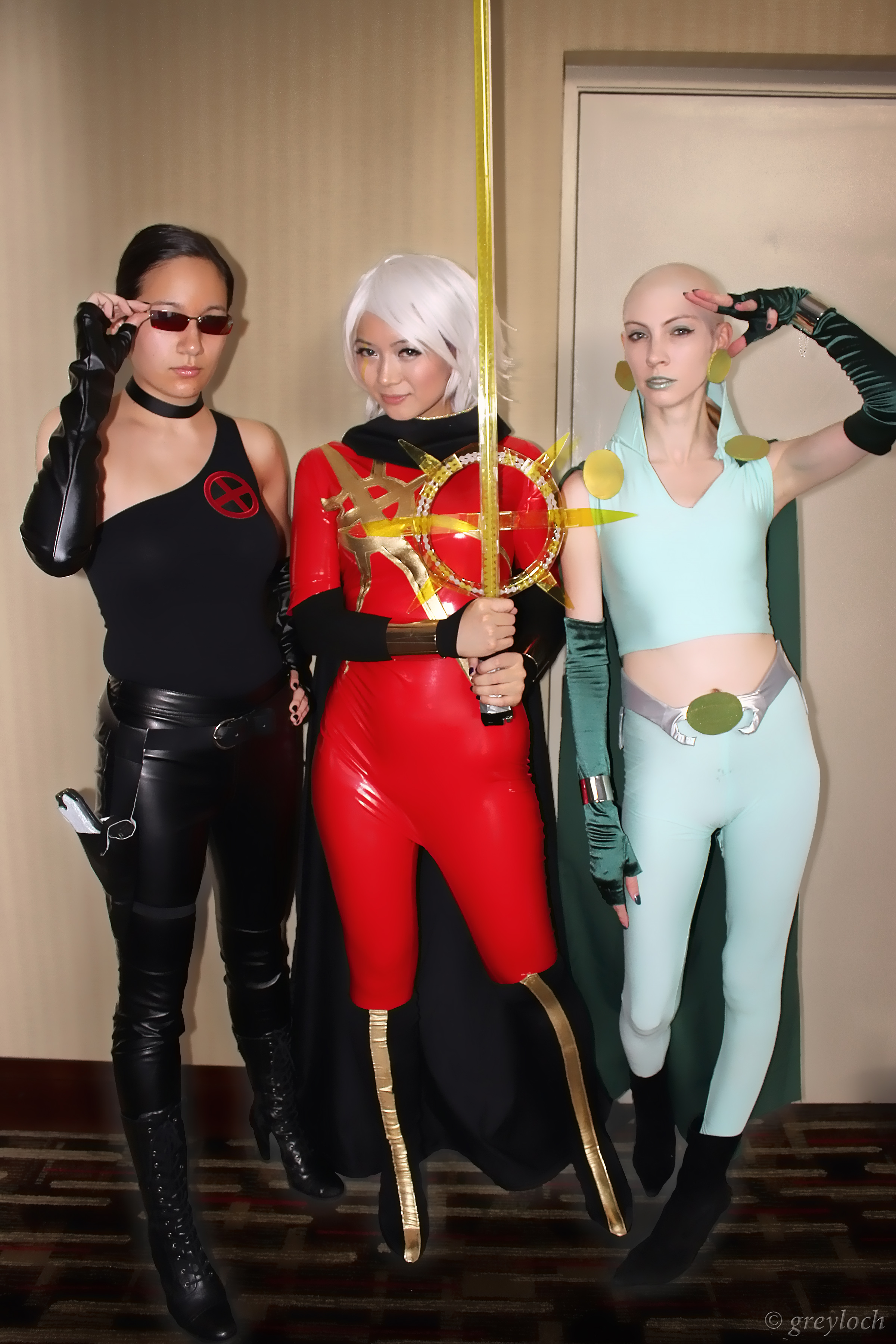
Tři cosplayerky, Sage se nachází vlevo

Sage je fiktivní postava komiksových příběhů vydávaných nakladatelstvím Marvel Comics. 

## Životopis

### Xavier (Profesor X)
Přesný původ Sage zůstává neodhalený, sama tvrdí, že pochází z oblasti zničené válkou. V době, kdy dosáhne dospělosti, žije sama na Balkáně. Jednoho dne, když se cítila osamocená, volala do jeskyně. V hlavě slyší hlas, který ji vede hlouběji do jeskyně, kde najde Charlese Xaviera, který je v pasti pod hromadu trosek. Jeho nohy byly rozdrceny během jeho bitvy. Xavier zjistí, že Sage je mutant, a vysvětlí jí, co jsou její schopnosti. Sage pomáhá Xavierovi a snaží se ho dostat do nemocnice, ale během jejich cesty z hor procházejí přes konvoj OSN, který byl napaden lupiči. Sage je chce pomstít a poté zloděje i zabije, ačkoli ona sama sebou pohrdá, že je tak brutální.  

### The Hellfire Club
O několik let později, se Sage opět setká s Xavierem v době, kdy je nábor do týmu X-Men. Místo toho, aby se k nim připojila, jí Xavier tajně trénuje jako špiona. Poté jí pošle do Hellfire Clubu, aby dohlížela na Sebastian Shawa. Zatímco tam má práci, s Psylocke a s Jean Grey.